# Neal Schon

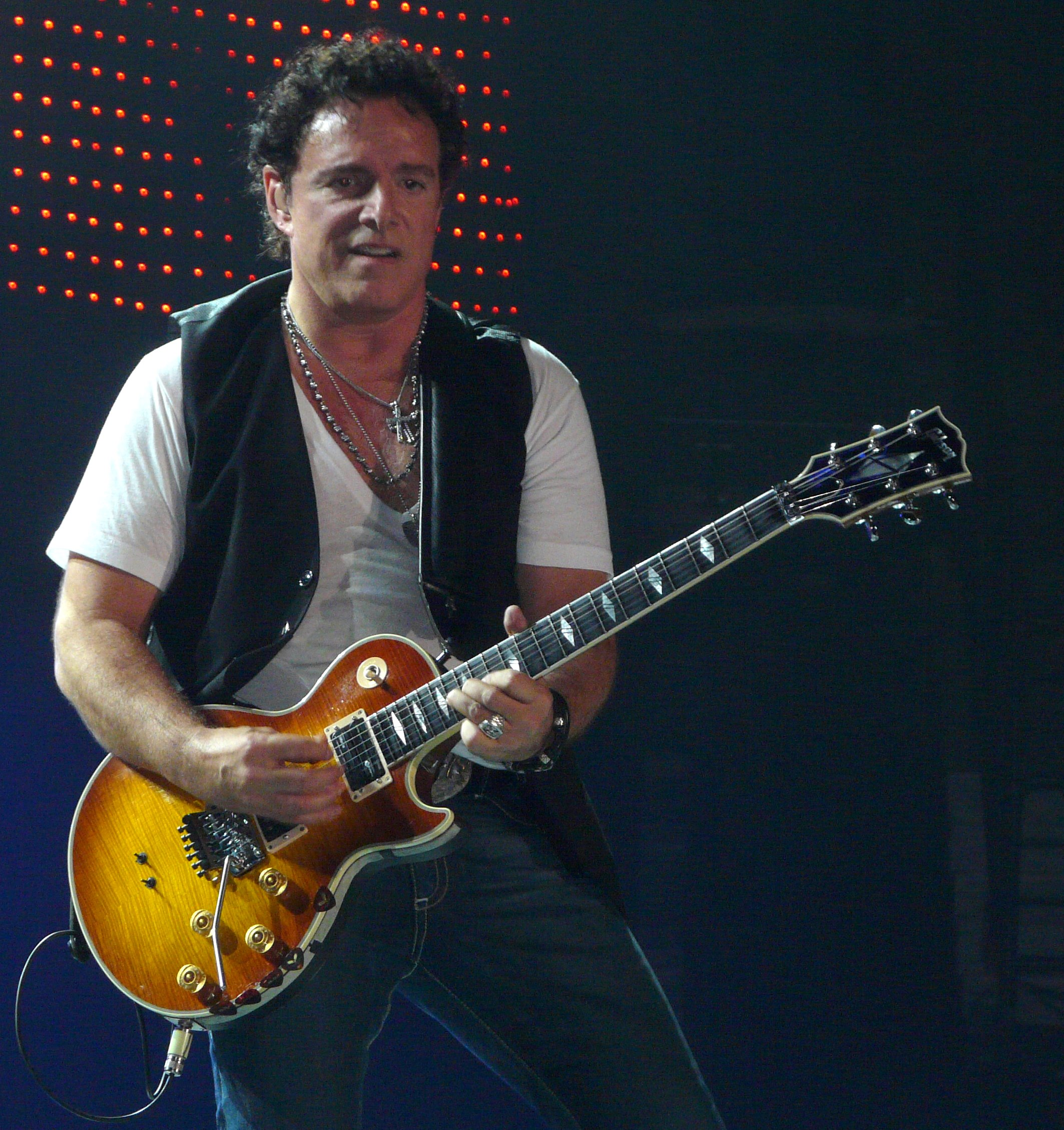
Neal Schon (2008)

Neal Joseph Schon (auch Neal Schön mit Heavy-Metal-Umlaut, * 27. Februar 1954 in Oklahoma City) ist ein US-amerikanischer Blues- und Rock-Gitarrist. Bekannt wurde er vor allem in den 1970er und 1980er Jahren durch seine Arbeit mit der Band Journey.

## Karriere
Bereits als kleines Kind begann Schon Oboe und Gitarre zu spielen. 1971 schloss er sich der Santana Blues Band an und tourte mit Carlos Santana von 1971 bis 1972 um die Welt. Gleichzeitig erhielt er auch ein Angebot von Eric Clapton, das er jedoch zugunsten von Santana ablehnte. Auf sämtlichen Santana-Alben dieser Zeit sind einige Soli von Schon zu hören.
1973 gründete er zusammen mit Ex-Santana Keyboarder Gregg Rolie die Band Journey, mit der er weltweit bekannt wurde. Bis 1987 feierte er mit der Band zahlreiche Erfolge mit Alben und Konzerten. Bekannteste Stücke der Band sind Wheel in the Sky, Anyway You Want It und Don’t Stop Believin’. Während des Bestehens der Band von 1973 bis zu deren zwischenzeitlichen Auflösung 1987 konzentrierte er sich fast ganz auf das Wirken mit seinen Kollegen. Nur sporadisch wirkte er an Alben anderer Künstler mit. Zu Beginn der 1980er Jahre veröffentlichte er mit dem Jazz-Pianisten und -Keyboarder Jan Hammer drei Alben. Auch seine ersten beiden Solo-Alben brachte er zu dieser Zeit auf den Markt, hatte mit ihnen aber zunächst nur geringen kommerziellen Erfolg.
Nach der Trennung von Journey gründete 1988 der ehemalige Journey-Keyboarder Jonathan Cain mit anderen Musikern die Band Bad English, zu der auch Schon und der (später ebenfalls bei den wiedervereinigten Journey aktive) Schlagzeuger Deen Castronovo stieß. Mit Bad English brachte Schon zwei Alben und später ein Greatest-Hits-Album heraus. Zu Beginn der 1990er Jahre kamen einige weitere Projekte hinzu, so beispielsweise Hardline, wo er erneut mit Castronovo zusammenspielte. Auch zwei weitere Soloalben brachte Schon in dieser Zeit heraus und arbeitete an einigen instrumentalen Gitarren-Alben mit.
1996 kam es zu der Reunion von Journey, bei der auch Schon erneut mitwirkte. Er ist damit der einzige Musiker, der auf bislang allen Journey-Alben mitgewirkt hat. Neben Journey betrieb Schon jedoch weiterhin seine Solo-Aktivitäten und veröffentlichte bis heute fünf weitere Soloalben. Für Voice (2001) wurde er für einen Grammy nominiert. Andere Projekte waren unter anderem Soul Sirkus – eine Band, die 2005 ihr einziges Album herausbrachte und sich kurz darauf wieder trennte. Auch mit dem Van-Halen-Sänger Sammy Hagar arbeitete er für dessen Soloalbum zusammen. 2008 erschien das Journey-Album Revelation, gefolgt von Eclipse im Jahr 2011.

## Ausrüstung
Schon spielt eine nach seinen Vorstellungen gefertigte und nach ihm benannte Les-Paul-Gitarre von Gibson von der lediglich 23 Exemplare hergestellt wurden. Außerdem benutzt er Paul-Reed-Smith-Gitarren. Früher verwendete er hauptsächlich Gitarren von Godin, zum Beispiel auf seinem Soloalbum Beyond the Thunder von 1995.
In den späten 1980er Jahren produzierte und spielte er seine eigene Gitarrenlinie von Jackson Guitars. Von den schlicht Schon genannten Gitarren wurden weniger als 200 gefertigt. Eine weiße Schon-Gitarre ist unter anderem im Journey-Video zu Girl Can’t Help It zu sehen. Eine goldene spielte Schon unter anderem in den Videos zu I’ll Be Alright und Be Good To Yourself.

## Diskografie

### Solo-Alben
- 1981: Untold Passion (gemeinsam mit Jan Hammer und Colin Hodgkinson)
- 1982: Here to Stay (gemeinsam mit Jan Hammer)
- 1988: No More Lies (Collections mit Jan Hammer)
- 1989: Late Night
- 1995: Beyond the Thunder
- 1997: Electric World
- 1999: Piranha Blues
- 2001: Voice
- 2005: I On You
- 2012: The Calling
- 2014: So U
- 2020: Universe

Hinzu kommen 21 veröffentlichte Alben (inkl. Livealben) mit der Band Journey seit 1973.

### Weitere Arbeiten (Auszug)
- 1969: Santana III (Santana)
- 1972: Caravanserai (Santana)
- 1973: Betty Davis (Betty Davis)
- 1984: HSAS – Through The Fire (Hagar/Schon/Aaronson/Shrieve)
- 1987: The Hunger (Michael Bolton)
- 1989: Bad English (Bad English)
- 1991: Backlash (Bad English)
- 1992: Double Eclipse (Hardline)
- 1997: Abraxas Pool (Rolie/Shrieve/Carabello/Areas/Schon/Johnson)
- 1997: Through the Fire (Sammy Hagar)
- 2004: Greatest Hits (Bad English)
- 2005: World Play (Soul Sirkus)